# ヤン・ハヌシュ
ヤン・ハヌシュ（Jan Hanuš, 1915年5月2日 - 2004年7月30日）は、チェコの作曲家。
プラハ出身。プラハ音楽院在学中に、オタカル・イェレミアーシュに作曲を学んだ。卒業後、音楽出版社に勤務し、アントニン・ドヴォルザークとズデニェク・フィビフの楽譜出版に関わった。その後チェコ音楽教育協会の会長となり、またプラハの春音楽祭の実行委員を務めた。
第二次世界大戦後の10年近くは感傷的で国民主義的な作品を作っていたが、1950年代後半からドラマチックな傾向を示して表現を革新し、さらに電子音楽と伝統音楽を融合させた。1970年代から1980年代にはそれまでの作風を統合した。
ファシズムと共産主義に反対し、1989年にビロード革命が発生すると、共産主義政権から与えられた賞をすべて返上した。

## 作品

### 舞台音楽
- オペラ『炎』（1944）
- バレエ『塩は金に勝る』（1953）
- 舞踊劇『オセロ』（1955）
- オペラ『プロメテウスのたいまつ』（1961）
- オペラ『一夜のおとぎ話』（1961）

### 交響曲
- 交響曲第1番（1942）
- 交響曲第2番（1951）
- 交響曲第3番（1956）
- 交響曲第4番（1960）
- 交響曲第5番（1964）
- 交響曲第6番（1978）
- 交響曲第7番（1989）

### 管弦楽曲
- 『塩は金に勝る』第1組曲（1952）
- 『オセロ』第1組曲（1956）
- 『オセロ』第2組曲（1956）
- 3つのエッセイ（1975）
- ヴァイオリン協奏曲（1986）

## 文献
- Müller, Harald. 2001. "Hanuš, Jan". The New Grove Dictionary of Music and Musicians, second edition, edited by Stanley Sadie and John Tyrrell. London: Macmillan Publishers.